# Црква Свете Недеље у Софији
Црква свете Недеље (буг. Света Неделя) је средњовековни храм Бугарске православне цркве и налази се у главном граду Бугарске, Софији. Црква је током свога постојања претрпела многа разарања и више пута је обнављана.

## Историја
Историја ове цркве из времена када је она настала углавном је непозната. Претпоставља се да је саграђена у 10. веку и да је имала камене темеље и дрвену конструкцију. Такав изглед се задржао до средине 19. века, као и код већине других цркава у Софији.
Немачки путописац Стефан Герлах посетио је Софију 1578. године и у свом путопису споменуо је и Цркву Свете Недеље.
Око 1460. године, за време епидемије куге, владика Силваније је пренео мошти српског краља Стефана Милутина из села Трепча у Бугарску, у манастир Светих Ћирила и Методија. После неколико премештања, коначно почивалиште пронашле су у Цркви Свете Недеље, пошто је црква постала епископска резиденција у XVIII веку. Мошти су се очувале у пожару, непогоди, нападима устаника и Турака, као и нападу комуниста 1925. године. Уз нека оштећења, мошти краља Милутина изложене су у цркви откада ова црква носи још једно име — Црква Светог краља.
Свети синод Бугарске православне цркве 2006. године донео је одлуку да се део моштију Светог краља Милутина врати Српској православној цркви. Кивот са моштима краља Милутина до данас остао је у Софији.
Стара црква је срушена да би на истом месту било подигнуто импозантније црквено здање 25. априла 1856. године. Изградња 35.5 м дуге и 19 м широке цркве почела је у лето исте године. Још увек незавршена црква претрпела је оштећења приликом земљотреса 1858. године, што је одложило крај изградње, тако да ће црква бити завршена тек 1863. године. Званично, црква је освештана маја 1867. године у присуству више од 20.000 верника. Нови звоник саграђен је тако да може да прими осам звона која је цркви даровао кнез Дондуков Корсаков 1879. године.
Црква је реновирана 1898. године и том приликом дозидане су нове купола. Егзарх Јосиф I сахрањен је одмах поред зидина Цркве Свете Недеље 1915. године. Црква је срушена у терористичком нападу комуниста 1925. године, који је однео више од 150 жртава. После напада, црква је обновљена у свом савременом изгледу између 1927. и 1933. године (поново је освештана 7. априла 1933). Нови храм је 30 м дуг и 15.5 м широк са централном куполом високом 31 м. Позлата са иконостаса која је преживела напад, враћена је цркви.
Декорацију мурала урадио је тим који је предводио Николај Ростовцев у периоду од 1971. до 1973. године. Спрат је реновиран и северна колонада је застакљена између 1992. и 1994. године. Фасада је темељно очишћена 2000. године и уграђено је аутоматско звоно.

## Име цркве
Порекло имена Света Недеља је прилично нејасно, те се може превести на више начина, у зависности од етимологије која се узима као основа. Према Герлаху овај храм је познат под неколико имена: Црква Господња и Црква Исуса Христа, али и под грчким именом Киријакија, које дословно значи „недеља“, која опет проистиче из Кириос — Господа. Осим тога, Киријакија је такође име хришћанске мученице из 3. века — Свете Киријакије, позната у Бугарској као „Света Недеља“. Дакле, иако је данас значење изгледа да се односи на светост дана у недељу, можда се у почетку односио на младе мученице Киријакије, или пак самог Исуса Христа.